# 西武鐵道
西武鐵道股份有限公司（日语：／ Seibu Tetsudō */?），簡稱西武鐵道、西武鐵路，是日本一家大型民營鐵路公司，為西武集團旗下主要企業之一，總部位於埼玉縣所澤市，經營路線橫跨東京都西部與埼玉縣西南部。西武鐵道同時也是日本職棒太平洋聯盟西武獅的母企業。

## 歷史

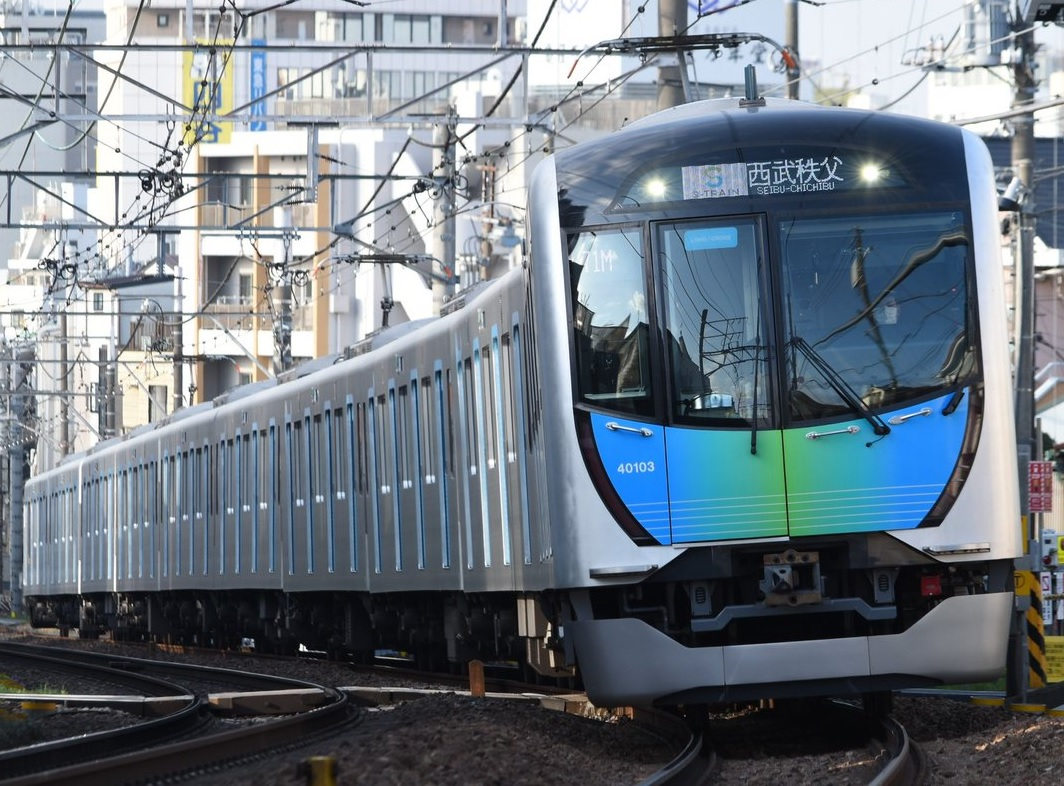
西武40000系電車「S-TRAIN」

西武鐵道是現在的池袋線系統（原武藏野鐵道）與新宿線系統（原西武鐵道（舊））合併而成的公司。

### 武藏野鐵道
武藏野鐵道於1911年（明治44年）10月18日取得鐵道事業設立許可，在1912年（大正元年）5月7日正式成立。1915年（大正4年）4月15日在現在池袋線一部分的池袋～飯能區間開業。於1922年（大正11年）在池袋～所澤間的路線進行電氣化，1925年（大正14年）至飯能的全線皆完成電氣化，1929年（昭和4年）9月10日延伸至吾野開業。另外，豐島線在1927年（昭和2年），狹山線在1929年（昭和4年）完工通車。
另一方面，箱根土地（之後的王子大飯店）於1925年取得武藏野鐵道的股份。1928年（昭和3年），箱根土地在村山貯水池（多摩湖）及小平地區一帶進行開發，並成立多摩湖鐵道。同年4月6日國分寺～萩山區間開業。1936年（昭和11年）12月30日至村山貯水池的全線開通。
由於經濟危機，武藏野鐵道陷於破產。1932年（昭和7年）箱根土地社長堤康次郎於此時收購了武藏野鐵道。1934年（昭和9年）8月28日武藏野鐵道被強制執行實施鐵道抵當法，其營業收入強制交付管理人（直到1937年（昭和12年））。1935年（昭和10年）因欠東京電燈電費11萬日圓而被限制供電，使經營更加困難。1936年（昭和11年），武藏野鐵道與債權者之間的協議成立。1938年（昭和13年），大債權人東武鐵道的首任社長根津嘉一郎願意免除債務，經營才再上軌道。
1940年（昭和15年）3月12日，武藏野鐵道與同系的多摩湖鐵道合併。10月，堤康次郎就任社長。
1943年（昭和18年）被長年對立的西武鐵道（舊）收歸其下。

### 西武鐵道（舊）
西武鐵道（舊）於1892年（明治25年）8月5日設立，1894年（明治27年）12月21日在現在的國分寺線國分寺站～久米川站（現在的東村山站）間開業，當時名為川越鐵道。1895年（明治28年）3月21日，久米川站～川越站（現在的本川越站）間開業（現為新宿線的一部分）。川越鐵道於1920年（大正9年）6月1日被武藏水電收購。武藏水電是於1906年（明治39年）4月16日在川越久保町～大宮間的開辦大宮線，川越電氣鐵道的前身。
1921年（大正10年）10月，武藏水電收購了於同年在淀橋町角筈～荻窪村間開業的西武軌道。「西武」的名字就是起源於這裡。
1922年（大正11年）6月1日，武藏水電被帝國電燈收購；同年8月15日，帝國電燈將鐵道部門獨立，並改名為西武鐵道（舊）。
1925年（大正14年）安比奈線南大塚站～安比奈站間開業。
1927年（昭和2年）4月16日，東村山站～高田馬場站間的路線完成複線化。8月30日，收購了於現在多摩川線位置開業的多摩鐵道。在同年也進行東村山站～川越站間的路線電氣化，並開始高田馬場站～川越站間的列車直通運行。
1935年（昭和10年）12月27日，將前西武軌道的路線（淀橋町角筈～荻窪村間）委託給東京乘合自動車。（同社於1938年（昭和13年）被東京地下鐵道收購。1942年（昭和17年）該路線改為委託給東京市電氣局經營，於1951年（昭和26年）4月5日正式轉讓給東京都交通局並更名為都電杉並線。）
1941年（昭和16年）2月25日，將大宮線廢止。

### 合併之後
- 1945年（昭和20年）9月22日，武藏野鐵道與西武鐵道（舊）合併，並改稱西武農業鐵道。

- 1946年（昭和21年）11月15日，西武農業鐵道改稱西武鐵道。同年將巴士事業轉讓給武藏野自動車（現為西武巴士），並由其獨立經營。

- 1950年（昭和25年）5月4日，受讓舊日立航空機專用線，即現在拜島線的上水線小川站～玉川上水站區間開業。

- 1957年（昭和32年），於東京證券交易所第一部掛牌上市。

- 1962年（昭和37年）9月1日，上水線小川站～萩山站區間開業。列車開始直通到新宿線。

- 1968年（昭和43年），玉川上水站～拜島站間開業。上水線改稱拜島線。

- 1969年（昭和44年），西武的黃色電車101系登場（當時沒有冷氣）。

- 1983年（昭和58年）10月1日，西武有樂町線新櫻台站～小竹向原站間開業。

- 1990年（平成2年），西武最後的紅色電車351系引退。全部車輛達成冷氣化。

- 1992年（平成4年），由於當時的運行管理系統老朽化，西武鐵道全線實施運行管理系統的更新，簡稱SEMTRAC。新的月台自動廣播系統中，新宿、池袋線的上行線廣播配音者為一位名字未公開的女性聲優，下行線廣播配音者為男性聲優中村健治。

- 1994年（平成6年）12月7日，西武有樂町線新櫻臺站～練馬站間開業。同年各主要車站開始使用列車發車旋律。

- 1998年（平成10年）3月26日，池袋線的列車開始直通到營團地下鐵（現在的東京地下鐵）有樂町線。

- 1998年至1999年新宿・池袋線的大半車站變更了列車發車旋律。

- 2003年（平成15年），月台的自動廣播中的「候車時請站在白線之內……」變更為「候車時請站在黃線之內……」。

- 2005年（平成17年）3月3日，母公司「國土株式會社」的股東兼董事長堤義明因虛構公司持股比例，偽造股東名單而被捕[2]。

- 2005年（平成17年）7月3日，1992年啟用的運行管理系統再次老朽化，因此將池袋線系統的運行管理系統再作更新。月台自動廣播系統的聲優分別為上行的豐田真由美、下行的關根正明。

- 2005年（平成17年）12月17日，受假賬事件影響，西武鐵道與伊豆箱根鐵道遭東京證券交易所停牌[2][3]。

- 2005年（平成17年）11月至2006年（平成18年）3月27日，西武鐵道進行資產重組，成立西武控股公司。

- 2006年（平成18年）9月24日，同上的老朽化問題，這次是將新宿線系統的運行管理系統作出更新。在前一日（9月23日）並更新新宿線系統的月台自動廣播系統。

- 2007年（平成19年）3月18日，導入PASMO電子票證系統，並可使用Suica。

- 2008年（平成20年）6月14日，開始與東京地下鐵副都心線的列車直通運轉。

- 2013年（平成25年）3月16日，開始與東急東橫線、橫濱高速鐵道港未來21線經由東京地下鐵副都心線的列車直通運轉。

- 2014年（平成26年）4月23日，西武控股公司重新於東京證券交易所第一部掛牌上市[4]。

- 2015年（平成27年）3月14日，與台灣鐵路管理局締結友好協定。

- 2016年2月，堤義明將自己持有的自家管理公司NW會社的股份全額轉讓給西武控股，並賣出所持有的所有西武控股的股票，至此堤義明不持有任何西武控股的股份。西武控股在假賬事件後對一般股東共作出了309億日元的賠償，而此次轉讓的股份價值共計約255億日元[5]。
- 2025年3月14日，西武鐵道向國土交通省申請調漲票價，並於同年的7月23日獲得國土交通大臣的核准，為該公司時隔24年首度調漲票價；此次價的平均調漲幅度為10.7%，並預計在2026年3月實施[6][7][8][9]。

## 鐵道事業

路線圖

### 路線列表
| 記號 | 中文線名     | 日文線名 | 起點             | 終點               | 距離（公里） |
| ---- | ------------ | -------- | ---------------- | ------------------ | ------------ |
| SI   | 池袋線       |          | 池袋（SI01）     | 吾野（SI31）       | 57.8         |
| SI   | 西武秩父線   |          | 吾野（SI31）     | 西武秩父（SI36）   | 19.0         |
| SI   | 西武有樂町線 |          | 練馬（SI06）     | 小竹向原（SI37）   | 2.6          |
| SI   | 豐島線       |          | 練馬（SI06）     | 豐島園（SI39）     | 1.0          |
| SI   | 狹山線       |          | 西所澤（SI18）   | 西武球場前（SI41） | 4.2          |
| SS   | 新宿線       |          | 西武新宿（SS01） | 本川越（SS29）     | 47.5         |
| SS   | 拜島線       |          | 小平（SS19）     | 拜島（SS36）       | 14.3         |
| ST   | 多摩湖線     |          | 國分寺（ST01）   | 多摩湖（ST07）     | 9.2          |
| SK   | 國分寺線     |          | 國分寺（SK01）   | 東村山（SK05）     | 7.8          |
| SK   | 西武園線     |          | 東村山（SK05）   | 西武園（SK06）     | 2.4          |
| SW   | 多摩川線     |          | 武藏境（SW01）   | 是政（SW06）       | 8.0          |
| SY   | 山口線       |          | 多摩湖（SY01）   | 西武球場前（SY03） | 2.8          |

#### 已廢除的路線
- 安比奈線：南大塚站 - 安比奈站（3.2km）
- 西武大宮線：大宮站 - 川越久保町站（12.9km）
- おとぎ線（之後改稱為山口線，一部份區間轉用為新交通系統）：遊園地前站- ユネスコ村站（3.7km）

#### 轉讓的路線
- 西武軌道線（之後的都電杉並線）

### 優等列車
西武鐵道的特急列車「紅箭」（；Red Arrow）從1969年開始運行，目前已發展出下列列車種類：
- 「秩父」（ちちぶ）：池袋線經西武秩父線，在池袋站或所澤站與西武秩父站間運行的列車。
- 「武藏」（むさし）：往返於池袋至飯能間的池袋線列車。
- 「小江戶」：在西武新宿與本川越間運行的新宿線列車。
- 「巨蛋」（ドーム）：自池袋發車前往西武球場前、行駛在池袋線與狹山線上的的臨時特急列車。

### 車輛

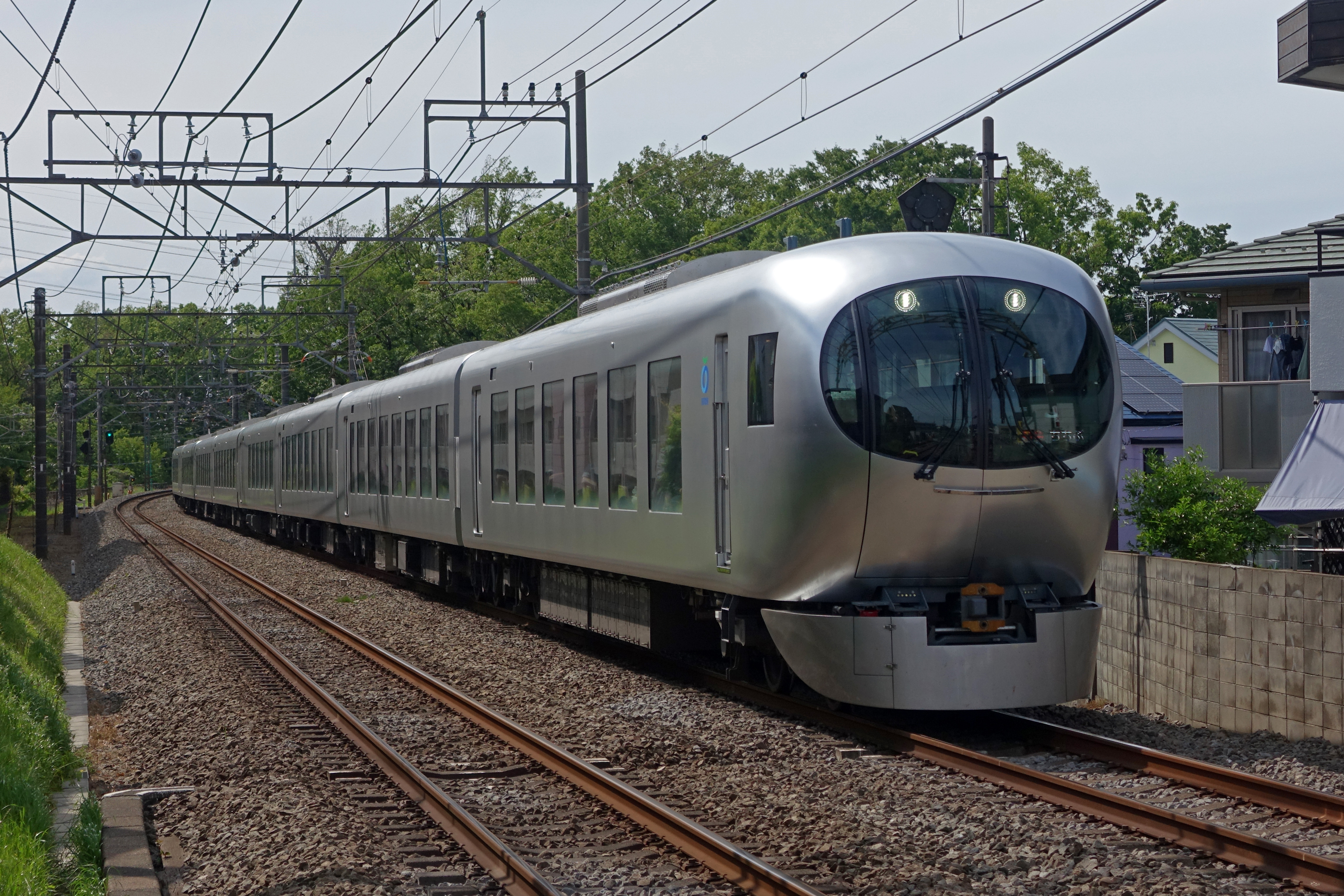
001系

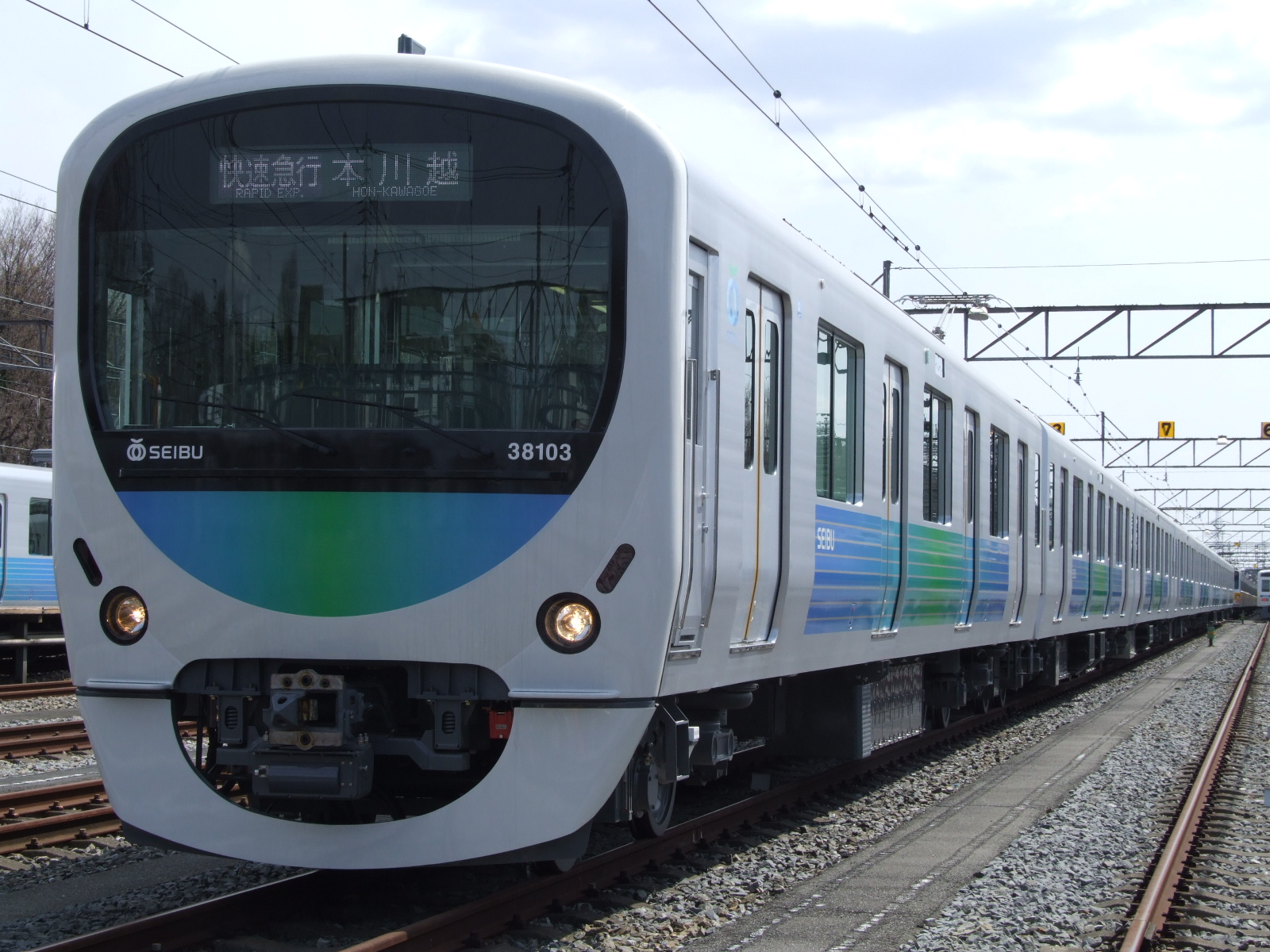
3000系

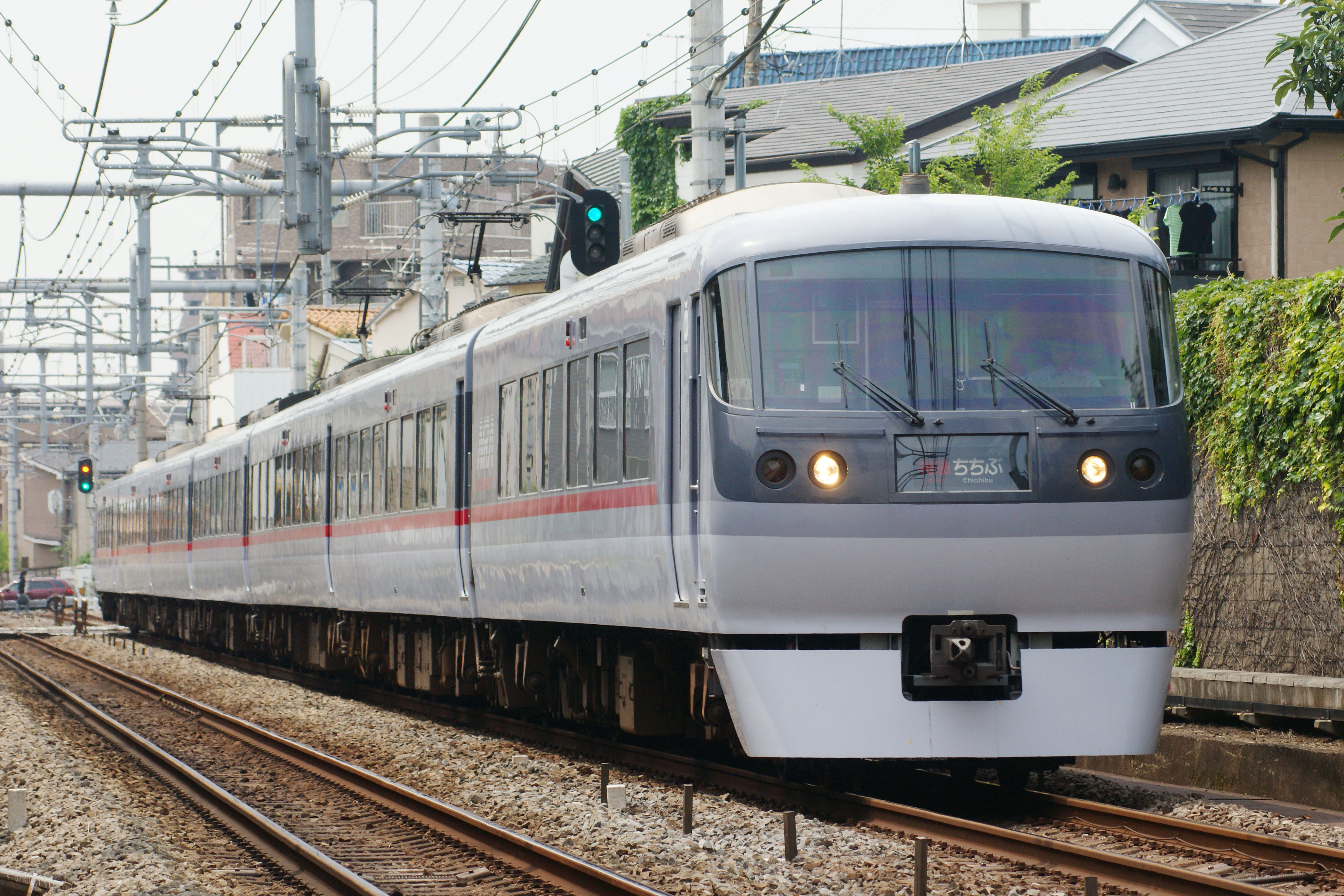
10000系

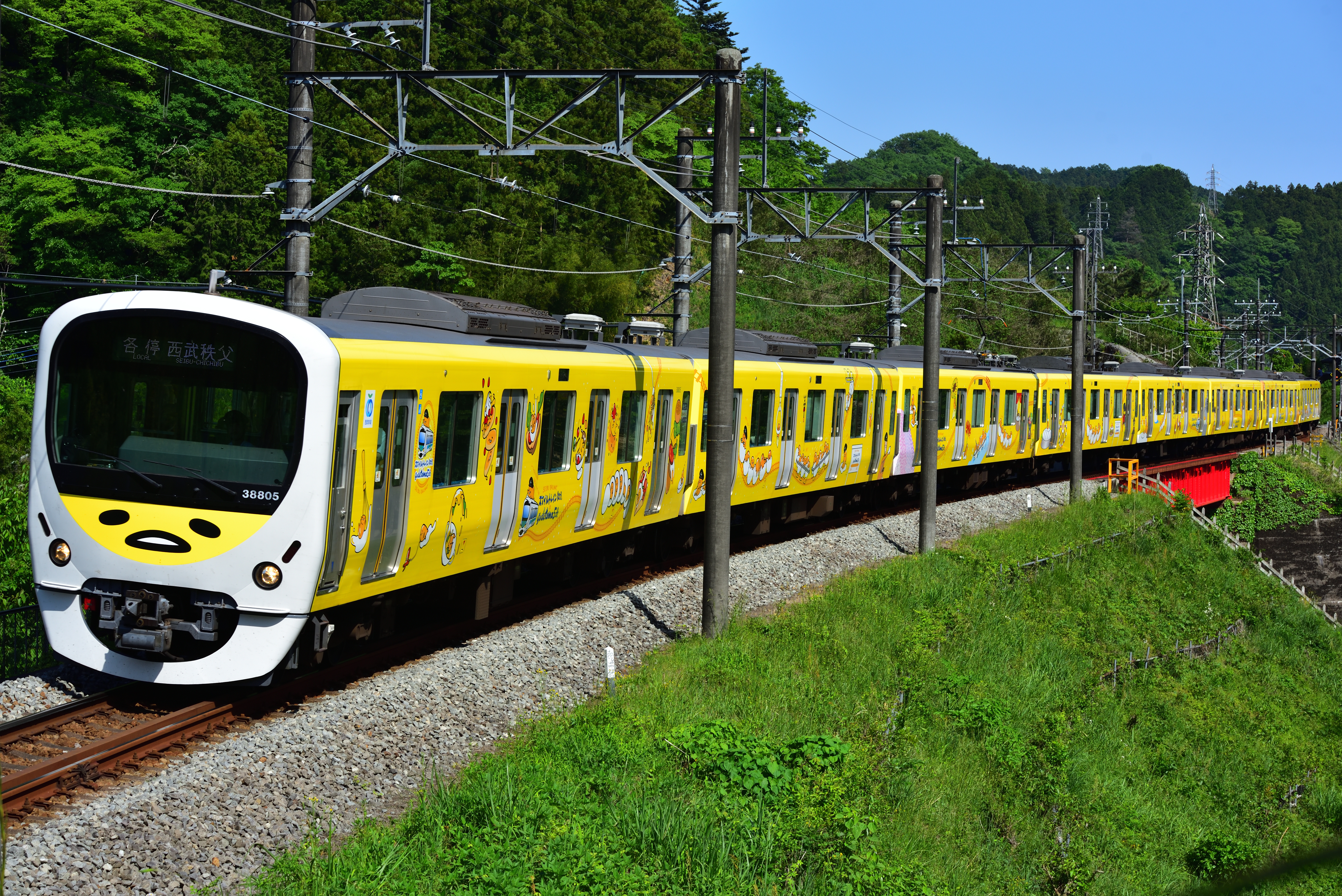
3000系蛋黃哥

2006年7月22日的現在，有優等用列車84輛、通勤用列車1138輛、新交通系統用列車12輛、電氣機關車4輛、共計1238輛（緊急預備車輛、休止車輛、保留車輛除外）。西武鐵道為戰後唯一自行製作新車輛的大手私鐵，但已於1999年停止，改為外購。

#### 優等列車用
- 001系（日语：西武001系電車） (Laview)
- 10000系（日语：西武10000系電車）（新红箭、NRA）

#### 通勤用
- 40000系（暱稱為「S Train」）
- 30000系（日语：西武30000系電車）（暱稱為「Smile Train」）
- 20000系（日语：西武20000系電車）
- 9000系（日语：西武9000系電車）
- 8000系（日语：西武8000系電車）
- 6000系
- 4000系（日语：西武4000系電車）
- 2000系・新2000系（日语：西武2000系電車）
- 新101系（日语：西武101系電車#新101系・301系）

#### 外來車輛
- 東京地下鐵
  - 17000系
  - 10000系
- 東急電鐵
  - 5050系、5050系4000番台
- 橫濱高速鐵道
  - 橫濱高速鐵道Y500系

#### 新交通系統用
- 8500系（レオライナー）

#### 過去使用的車輛
- 優等列車用
  - 5000系

- 一般通勤用
  - 3000系
  - 701系・801系
  - 601系
  - 551系
  - 501系
  - 571系
  - 451系
  - 411系
  - 401系
  - 351系
  - 311・371系

- 電力機車
  - E31型（2代）
  - E851型
  - E11型
  - E21型
  - E31型（初代）
  - E41型
  - E51型
  - E61型
  - E71型

### 車輛基地、車輛工場、車輛檢修場

#### 西武鐵道的工廠（車輛段）
- 現在使用中：
  - 武藏丘車輛檢修場
  - 小手指車輛基地
  - 武藏丘車輛基地
  - 橫瀨車輛基地
  - 上石神井車輛基地
  - 南入曾車輛基地
  - 玉川上水車輛基地
  - 白糸台車輛基地

- 現在已停用：
  - 所澤車輛工場
  - 保谷車輛管理所

#### 西武鐵道的車輛製造業
- 東急車輛製造
- 日立製作所
- 新潟運輸系統

#### 留置線、場所
- 保谷
- 狹山丘
- 所澤
- 清瀨

## 外部連結
- 官方网站
- 西武鉄道運行情報（公式）的X（前Twitter）
- YouTube上的西武鉄道公式チャンネル/SEIBU RAILWAY Official Channel頻道